# Main Duck Island
Main Duck Island är en ö i Kanada.   Den ligger i countyt Prince Edward County och provinsen Ontario, i den sydöstra delen av landet, 180 km söder om huvudstaden Ottawa.